# Rinaldo Martino
Pour les articles homonymes, voir Martino.
Rinaldo Fioramonte Martino (né le 6 novembre 1921 à Rosario en Argentine et mort le 15 novembre 2000 à Buenos Aires) est un footballeur international italo-argentin (oriundo), qui évoluait au poste d'attaquant.
Il fut un des principaux joueurs argentins des années 1940 avec José Manuel Moreno, Adolfo Pedernera, René Pontoni, Norberto Méndez, Angel Labruna et Vicente de la Mata. 
La AFA l'a élu au « Salon de fama » qui est le temple de la renommée du football argentin. Le gardien de but uruguayen Roque Maspoli a déclaré que Martino était l'un des meilleurs joueurs au monde de sa génération. 
Avec la sélection argentine il remporta la Copa América à deux reprises : en 1945 et 1946. Il débuta en sélection le 25 mars 1942 lors d'une victoire 4-1 contre l'Uruguay. Il compte au total 20 sélections (la dernière obtenue en 1948) pour 15 buts. Il compte aussi une sélection avec l'équipe d'Italie en 1949 date à laquelle il jouait en Italie. 
En club il fut sacré champion d'Argentine avec San Lorenzo de Almagro, d'Italie avec la Juventus de Turin et d'Uruguay avec le Nacional. Après sa carrière il ouvrit le « Caño 14 » une boîte de nuit consacrée au Tango qui était l'une de ses passions.

## Biographie

### En club

#### Débuts en Argentine
Il commença la pratique du football dans un club d'un quartier de Rosario, le Peñarol. Il joua ensuite dans un autre de quartier, le Club Belgrano. 
Il rejoignit ensuite le club de San Lorenzo à Buenos Aires en 1941. D'abord milieu gauche il fut repositionné à droite par l'entraîneur hongrois Emérico Hirschl. Hasard ou coïncidence, il marqua 25 buts en 1942. Il forma avec René Pontoni un redoutable duo qui mena San Lorenzo au titre de champion d'Argentine en 1946. Ils effectuèrent également une tournée victorieuse en Europe la même année. Il fut surnommé Mamucho par son coéquipier Bartolomé Colombo qui fit un jeu de mots après avoir entendu Martino dire « Mas mucho » qui signifie « beaucoup plus ». 

#### Juventus
En 1949, il quitta San Lorenzo pour rejoindre les rangs de la Juventus en Italie, son pays d'origine. À Turin, il fait ses débuts sous les couleurs juventine le 11 septembre 1949 lors d'un succès 5-2 sur la Fiorentina.
Il remporta le championnat 1949-1950 permettant à la Juve d'obtenir son premier titre depuis 15 ans, le dernier sacre bianconero remontant alors à la saison 1934-1935. Il acquiert alors le surnom de Zampa di Velluto.

#### Départ en Amérique du sud
Ce fut sa seule saison en Italie puisqu'il retourna en Amérique du Sud en 1950. Il évolua dans le championnat uruguayen au Nacional. Il remporta le championnat 1950 remportant ainsi deux titres de champion la même année. 
Il quitta le Nacional après ce titre pour jouer avec Boca Juniors qui le revendit quelques mois plus tard au Nacional en échange de 300 000 pesos. Il y remporta le championnat uruguayen 1952 et quitta de nouveau le club après ce sacre. Il s'engagea au Club Atletico Cerro ou il mit fin à sa carrière. 

### En sélection
En 1945 et 1946 il remporta la Copa América. Lors de son premier succès en Copa, il marqua un but mémorable contre l'Uruguay. Après avoir dribblé trois adversaires il mit le ballon hors de portée du gardien de but uruguayen Roque Maspoli. Considéré comme l'un des plus beaux buts du football sud-américain, il a été baptisé « Gol de América ». 
Étant oriundo, ses belles prestations avec la Juventus lui permirent d'être sélectionné une fois avec l'équipe d’Italie.

## Carrière
| Equipes             | Années    | Matchs | Buts | Moyenne |
| ------------------- | --------- | ------ | ---- | ------- |
| San Lorenzo         | 1941-1948 | 233    | 142  | 0,61    |
| Juventus            | 1949-1950 | 33     | 18   | 0,55    |
| Nacional            | 1950      | 18     | 10   | 0,55    |
| Boca Juniors        | 1951      | 15     | 3    | 0,20    |
| Nacional            | 1952      | 12     | 5    | 0,42    |
| Club Atletico Cerro | 1953      | 4      | 1    | 0,25    |
| Argentine           | 1942-1947 | 20     | 15   | 0,75    |
| Italie              | 1949      | 1      | 0    | 0,00    |
| Total               | 1941-1953 | 336    | 194  | 0,58    |

## Palmarès

### En club
| San Lorenzo - Championnat d'Argentine (1) : - Champion : 1946. - Meilleur buteur : 1942 (25 buts). |  | Juventus - Championnat d'Italie (1) : - Champion : 1949-50. |  | Nacional - Championnat d'Uruguay (2) : - Champion : 1950 et 1952. |

### En sélection
Argentine
- Copa América (2) :
  - Vainqueur : 1945 et 1946.